# Ionic (framework)
 (mai 2016).
Si vous disposez d'ouvrages ou d'articles de référence ou si vous connaissez des sites web de qualité traitant du thème abordé ici, merci de compléter l'article en donnant les références utiles à sa vérifiabilité et en les liant à la section « Notes et références ».
Pour les articles homonymes, voir Ionic.
Ionic est un framework JavaScript open-source créé en 2013 par Max Lynch, Ben Sperry, et Adam Bradley. Deux versions distinctes sont disponibles, incompatibles entre elles : la première version, 1.3.3, se base sur AngularJS 1.5.3 tandis que la version 3.5.0 se base sur Angular 4.1.3 et TypeScript.

## Framework
Basé initialement sur AngularJS et Apache Cordova, Ionic permet de créer un code multisupport en utilisant des outils Web comme HTML, CSS, JavaScript, afin de générer des applications iOS, Android, Chrome, Windows Phone et bien d'autres.

## Ionic 1.x (2014-2017)
Initialement, la première version d'ionic intègre AngularJS 1.x, ce qui veut dire qu'il est équipé d'un moteur javascript qui interprète le code javascript écrit par le programmeur.

## Ionic 2.x (2016-)
Dans sa version 2.0, ionic intègre Angular 2 qui est équipé d'un moteur de conversion TypeScript vers JavaScript, permettant au programmeur d'écrire son code en TypeScript. 
La performance d’Ionic 2 est nettement améliorée. Les applications sont beaucoup plus fluides que celles compilées par Ionic 1. 